# Казуистика
Казуистиката (от латински: casus, „случай, казус“) е процес на разсъждение, който се стреми към разрешаването на морални дилеми чрез извличане или екстраполиране на теоретични правила от предходен случай и тяхното прилагане в нови ситуации. Този метод се използва в приложната етика и юриспруденцията.
Терминът „казуистика“ често се използва и пейоративно като критика на усложнена, но невалидна аргументация, особено по отношение на морални въпроси.